# تورتوتوبوس
تورتوتوبوس (نام علمی: Tortotubus) نام یک سرده از شاخه دوهستگان است.
طول تورتوتوبوس از قطر موی انسان کمتر است، شبیه گیاه قارچ است، و تصور می‌شود که قدیمی‌ترین نمونه کشف شده از فسیل یک ارگانیسم ساکن خشکی‌ها باشد.
این قارچ که قدمت آن ۴۴۰ میلیون سال است، زیر سطح زمین می‌زیست و مواد را تجزیه می‌کرد که فسیل آن در بسیاری نقاط از جمله در سوئد و اسکاتلند کشف شده است.